# Semiflosculina
Semiflosculina es un género de foraminífero bentónico normalmente considerado un subgénero de Flosculina, es decir, Flosculina (Semiflosculina), pero aceptado como sinónimo posterior de Alveolina de la familia Alveolinidae, de la superfamilia Alveolinoidea, del suborden Miliolina y del orden Miliolida. Su especie tipo es Alveolina (Flosculina) decipiens. Su rango cronoestratigráfico abarca el Ypresiense (Eoceno inferior).

## Clasificación
Semiflosculina incluía a la siguiente especie:
- Semiflosculina decipiens †, también considerado como Flosculina (Semiflosculina) decipiens †, y aceptado como Alveolina decipiens †